# GMM 25
GMM 25 (тайск. จีเอ็มเอ็ม 25) — тайский цифровой телеканал, принадлежащий GMM Grammy и управляемый The One Enterprise. Сеть предлагает разнообразный контент, такой как лакорны, музыкальные клипы, новости и развлекательные программы, предназначенные для подростков.

## История
Первоначально начал вещание под названием BiG 1 мая 2014 года после того, как GMM Grammy получила лицензию на цифровое телевидение от Национального комитета по радиовещанию и телекоммуникациям в декабре 2013 года. Уже 18 июля канал стал именоваться GMM Channel. С 1 января 2015 года телеканал сменил название на GMM 25. Сеть сотрудничает с Viu и Line TV в предоставлении полных повторов своего контента.

## Контент
GMM 25 транслирует эстрадные программы, музыкальные клипы, спортивные передачи, новости, лакорны и другие развлекательные программы, в том числе для детей и семей. Также телеканал специализируется на выпуске лакорнов в жанре BL.

## Руководство
Генеральным директором GMM 25 является Таконкиет Вираван, который также является управляющим директором The One Enterprise и One 31.